# Arrone
Arrone é uma comuna italiana da região da Umbria, província de Terni, com cerca de 2.693 habitantes. Estende-se por uma área de 40 km², tendo uma densidade populacional de 67 hab/km². Faz fronteira com Ferentillo, Labro (RI), Montefranco, Morro Reatino (RI), Polino, Terni.
Pertence à rede das Aldeias mais bonitas de Itália.

## Demografia
| Variação demográfica do município entre 1861 e 2011                               |
|                                                                                   |
| Fonte: Istituto Nazionale di Statistica (ISTAT) - Elaboração gráfica da Wikipedia |